# Tarzan and the Lost Safari
Tarzan and the Lost Safari é um filme norte-americano de 1957, do gênero aventura, dirigido por H. Bruce Humberstone e estrelado por Gordon Scott e Robert Beatty.

## A produção
Este é o primeiro filme de Tarzan distribuído pela MGM desde Tarzan's New York Adventure, de 1942. Além disso, é o primeiro rodado em cores, o primeiro em Cinemascope e o primeiro com sequências de ação filmadas na África. (Tarzan's Peril foi feito parcialmente naquele continente, porém as cenas aproveitadas foram, em sua maioria, apenas cenas de fundo, praticamente sem intervenção de atores). Ainda assim, alguma coisa do que foi mostrado nas telas foi rodado na Inglaterra, para onde Sol Lesser, detentor dos direitos cinematográficos do Homem Macaco, enviou uma equipe, chefiada pelo produtor John Croydon. De lá, eles partiram para a África Oriental em fins de 1955.
As filmagens tiveram lugar em Uganda, no Congo Belga e no Monte Kilimanjaro, que fica entre o Quênia e Tanganica. Quatorze tribos contribuíram para dar cor local, sem contar os animais, fotografados em seus ambientes nativos.
Scott sentiu-se à vontade nas locações. Um guerreiro Masai deu-lhe a alcunha de "Mtu Ule Na Panda Miti Mineju", isto é, Guerreiro Que Escala Árvores Altas. Diversas tribos passaram a respeitá-lo depois que ele venceu uma disputa que envolvia atirar lanças a distância e depois que cavalgou uma girafa por cinco minutos. Ele somente teve problemas com um leão treinado que, em virtude de um mal entendido, mordeu-lhe a perna. Scott levou trinta e dois pontos e aprendeu que não existem animais selvagens realmente domesticados.
Jane novamente ficou de fora. Todavia, apesar da presença de duas beldades, não há nenhum envolvimento romântico de Tarzan no filme.

## Sinopse
Um avião cai na selva e Tarzan concorda em conduzir os cinco passageiros até a costa. No caminho, junta-se a eles o traiçoeiro caçador Tusker Hawkins, que tenta entregar o grupo à tribo Opar, em troca de marfim. Capturados, os passageiros são oferecidos em sacrifício ao Deus Leão, mas o herói faz valer sua justiça.

## Recepção crítica
Após seu lançamento em 25 de março de 1957, a Hollywood Reporter disse que "Tarzan and the Lost Safari provavelmente será visto apenas pelos fãs da série, o que é muito ruim. Porque é um bom filme". Segundo a Variety, "de um modo geral, a parte técnica é superior à média".
Para o historiador Gabe Essoe, "sendo este um dos melhores da série desde o último Tarzan da Metro em 1942, é merecido que Last Safari seja distribuído pelo estúdio que primeiro deu vida ao Homem Macaco no cinema sonoro". Já Leonard Maltin lamenta que o personagem continue a falar por monossílabos e julga o desenrolar da história "muito lento".

## Elenco
| Ator/Atriz         | Personagem       |
| ------------------ | ---------------- |
| Gordon Scott       | Tarzan           |
| Robert Beatty      | Tusker Hawkins   |
| Yolande Dolan      | Gamage Dean      |
| Betta St. John     | Diana Penrod     |
| Wilfrid Hyde-White | Doodles Fletcher |
| George Coulouris   | Carl Kraski      |
| Peter Arne         | Dick Penrod      |
| Orlando Martins    | Ogonoore         |

## Literatura
- EAMES, John Douglas, The MGM Story, Londres: Octopus Books, 1982 (em inglês)
- ESSOE, Gabe, Tarzan of the Movies, sexta impressão, Secaucus, EUA: The Citadel Press, 1968 (em inglês)